# Rafael Sánchez Mazas
Rafael Sánchez Mazas (Madrid, 18 febbraio 1894 – Madrid, 18 ottobre 1966) è stato uno scrittore e politico spagnolo, ideologo della Falange spagnola e ministro del secondo governo franchista.

## Biografia

### I primi anni: origini e formazione
Rafael Sánchez Mazas nacque nel 1894 a Madrid, sebbene alcune fonti pongano il luogo di nascita a Coria. Suo padre era Máximo Sánchez Hernández, sua madre María Rosario Mazas y Orbegozo. Per parte materna era imparentato con lo scrittore spagnolo Miguel de Unamuno. 
Il padre di Sánchez Mazas morì lo stesso anno della nascita del figlio, quindi la moglie, rimasta sola, decise di tornare dalla famiglia a Bilbao. Qui Sánchez Mazas trascorse i primi anni della sua vita.
Dopo aver studiato presso vari istituti religiosi, nel 1910 iniziò a studiare legge presso l'Università di Madrid, laureandosi nel 1916. Contemporaneamente, spinto anche dall'influenza della madre, Sánchez Mazas cominciò a dedicarsi alla produzione letteraria, in particolare di poesie, la sua principale passione. Ciononostante, presso i suoi contemporanei fu conosciuto più come giornalista e politico che poeta. Infatti nel 1916, tornato a Bilbao, Sánchez Mazas iniziò a lavorare presso alcune riviste e giornali, in particolare la rivista Hermes e i quotidiani ABC e El Pueblo Vasco. Nel 1921 fu inviato da El Pueblo Vasco in Marocco per seguire gli sviluppi della guerra che lì vedeva impegnata la Spagna. Nell'occasione conobbe, divenendone amico, il giornalista e politico socialista Indalecio Prieto.
Nel 1922 fu inviato a Roma come corrispondente del giornale ABC, rimanendovi per sette anni. Qui conobbe un'italiana, Liliana Ferlosio, con cui si sposò e con la quale ebbe cinque figli. Inoltre, durante la sua permanenza in Italia Sánchez Mazas ebbe modo di assistere in prima persona all'ascesa del Fascismo, che lui descrisse in termini entusiastici nei suoi articoli per l'ABC.

### L'adesione al Fascismo e la nascita della Falange
Al ritorno in Spagna, nel 1929, Sánchez Mazas si attivò subito al fine di favorire l'ascesa del movimento fascista anche in patria. In particolare, fece amicizia con José Antonio Primo de Rivera, che lui considerava il leader ideale del futuro movimento fascista che sarebbe dovuto nascere in Spagna. I due, insieme a Ramiro Ledesma Ramos, già fondatore delle Giunte di Offensiva Nazional-Sindacalista, e Juan Aparicio López fondarono nel marzo del 1933 la rivista El Fascio, come entusiastica reazione alla vittoria di Hitler alle elezioni di quel mese in Germania. La pubblicazione della rivista venne però proibita dopo il primo numero dal governo repubblicano.
Il 29 ottobre 1933 Sánchez Mazas prese parte alla riunione che portò alla nascita della Falange spagnola, entrando a far parte della sua Giunta direttiva. Da quel momento Sánchez Mazas divenne il principale ideologo della Falange spagnola, fu tra gli autori dell'inno della Falange Cara al sol e inventò lo slogan ¡Arriba España!, che divenne uno dei motti ufficiali del bando franchista durante la guerra civile spagnola.
Il movimento dalla Falange non riuscì però ad ottenere i risultati sperati alle elezioni del febbraio 1936 che videro la vittoria del fronte popolare, dunque su ordine di Primo de Rivera si cominciò a progettare un'insurrezione per prendere il potere. Nel marzo del 1936 il piano venne però scoperto dal governo repubblicano, che mise fuori legge il partito e fece arrestare i membri della sua giunta direttiva, tra i quali Primo de Rivera, e lo stesso Sánchez Mazas.
Rinchiuso in un carcere di Madrid, Sánchez Mazas poté quello stesso mese usufruire di un permesso di tre giorni per far visita alla moglie, che aveva appena partorito il suo quarto figlio. Nonostante l'impegno al rientrare in carcere una volta scaduto il permesso, Sánchez Mazas approfittò della situazione per fuggire in Portogallo. Tuttavia José Antonio Primo de Rivera gli fece pervenire dal carcere una lettera con cui gli ordinava di ritornare immediatamente in prigione per non disonorare la Falange. Al suo ritorno in Spagna però, Sánchez Mazas fu sorpreso dallo scoppio della guerra civile prima ancora di poter rientrare nel carcere di Madrid.

### Durante la guerra civile spagnola
Poiché sin dalle prime fasi della battaglia di Madrid i repubblicani erano riusciti a mantenere il controllo della capitale, Sánchez Mazas si ritrovò nella scomoda posizione di nazionalista bloccato in territorio nemico. Dovette quindi nascondersi per evitare la cattura. Nel mese di settembre di quello stesso anno, stanco di rimanere nascosto e desideroso di riunirsi al bando nazionalista, Sánchez Mazas lasciò il suo nascondiglio a Madrid nella speranza di riuscire a entrare nel territorio controllato dai golpisti. Tuttavia venne subito intercettato in città da una pattuglia repubblicana. Per salvarsi, Sánchez Mazas dichiarò di essere in missione segreta per conto del governo repubblicano, e chiese di parlare con il ministro della Difesa, che allora era il suo amico Indalecio Prieto. Nonostante i due ormai appartenessero a due schieramenti nemici, in nome della loro vecchia amicizia Prieto ordinò il rilascio di Sánchez Mazas e gli consigliò di rifugiarsi presso l'ambasciata cilena.
Nell'ambasciata cilena Sánchez Mazas rimase per circa un anno e mezzo. Fu in questo periodo che, come passatempo per sé e i compagni che con lui si erano rifugiati nell'ambasciata, scrisse il romanzo Rosa Krüger.
Verso la fine del 1937, temendo un possibile attacco dei repubblicani contro l'ambasciata, e ispirato dall'esempio di alcuni compagni che erano riusciti a fuggire, Sánchez Mazas organizzò la sua fuga da Madrid con l'obiettivo di raggiungere Barcellona che, sebbene anch'essa ancora in mano repubblicana, era vicina al confine francese, che Sánchez Mazas sperava di raggiungere e oltrepassare. La fuga riuscì e, appena giunto a Barcellona, Sánchez Mazas ricevette l'aiuto dei gruppi falangisti che in segreto operavano in città e che, in virtù della sua fama, gli chiesero di prendere il comando della loro formazione. Nonostante un'iniziale titubanza, Sánchez Mazas accettò l'incarico. Tuttavia, il 29 novembre 1937 Sánchez Mazas venne arrestato da membri del SIM, il corpo di sicurezza incaricato di scovare tutti i ribelli presenti in territorio repubblicano.
Sottoposto a giudizio, Sánchez Mazas venne poi imprigionato presso la nave, adibita a prigione, Uruguay, ancorata al porto di Barcellona. Lì rimase prigioniero per più di un anno, finché il 24 gennaio del 1939, quando ormai Barcellona era sul punto di cadere in mano nazionalista, Sánchez Mazas venne trasferito con altri prigionieri a Gerona prima e a Banyoles poi. Da lì vennero poi condotti presso il Santuario di Santa María del Collell, vicino al confine francese. Qui, dopo cinque giorni di attesa, la mattina del 30 gennaio Sánchez Mazas, insieme ad altri 49 prigionieri nazionalisti, fu vittima di una fucilazione di massa. Grazie alla sua prontezza di riflessi, Sánchez Mazas riusci a fuggire nel bosco circostante dopo i primi spari. Inseguito dai soldati repubblicani, stando al racconto dello stesso Sánchez Mazas, uno di questi lo intercettò puntandogli contro il fucile, ma quando i suoi compagni gli urlarono in lontananza se avesse trovato qualcuno, rispose che lì non c'era nessuno, permettendo quindi a Sánchez Mazas di fuggire.
Nei due mesi successivi, fino alla fine del conflitto annunciata ufficialmente da Francisco Franco il 1 aprile 1939, Sánchez Mazas trovò rifugio prima in una masia situata tra Palol de Revardit e Cornellà del Terri, presso la famiglia Ferré, ed in seguito in una masia di Cornellà del Terri insieme a tre disertori repubblicani, che lo risparmiarono dandogli un rifugio, nella speranza che a fine guerra potesse in qualche modo aiutarli ad evitare punizioni troppo severe da parte dei nazionalisti.

### Ministro durante il Franchismo
Finito il conflitto, Sánchez Mazas nel maggio 1939 fu nominato responsabile del Servicio Exterior della Falange.
Era uno dei più importanti esponenti del Movimiento e così si aprirono le porte del governo di Francisco Franco: nell'agosto del 1939 Sánchez Mazas venne infatti nominato ministro senza portafoglio. La sua esperienza politica fu però negativa: Sánchez Mazas era infatti rimasto profondamente sfiduciato dal franchismo, che a suo dire si era discostato da quelli che erano invece gli ideali originali della Falange, e raramente si presentava alle riunioni del governo di Franco, al punto che durante una seduta a cui Sánchez Mazas prese parte, Franco arrivò a fargli togliere la sedia obbligandolo a rimanere in piedi. Quella fu l'ultima seduta di governo a cui Sánchez Mazas partecipò: nell'agosto del 1940 il suo incarico presso il governo cessò a seguito delle sue dimissioni o, probabilmente, per destituzione da parte di Franco, e per i meriti letterari fu chiamato come membro nella Real Academia Española, ma non volle insediarsi nell'incarico.
Continuò ad esercitare la sua residua influenza, anche intercedendo a favore di persone imprigionate a seguito della sconfitta repubblicana durante la guerra civile: fu anche grazie al suo intervento nel 1940 ad esempio che la pena di morte di un suo amico, il poeta Miguel Hernández, fu commutata in trent'anni di prigione.
Tornò in politica nel 1943, quando fu nominato procurador (deputato) nelle Cortes franchiste e lo restò fino al 1966.

### Gli ultimi anni
Nel 1951 Sánchez Mazas fu nominato presidente del Museo del Prado e fino al 1960 continuò a collaborare con il quotidiano ABC.
Nel 1966 fu rieletto membro della Real Academia Española, e stavolta accettò.
Sánchez Mazas morì poco dopo nella sua casa di Madrid il 18 ottobre 1966.
Lo scrittore Javier Cercas ha pubblicato nel 2001 Soldati di Salamina ispirato alla sua storia nel corso della guerra civile spagnola. Dal libro è poi stato tratto l'omonimo film di David Trueba.

## Onorificenze
- 1948: Ordine civile di Alfonso X il Saggio

## Opere
- 1915: Pequeñas memorias de Tarín
- 1917: XV Sonetos de Rafael Sánchez Mazas para XV esculturas de Moisés de Huerta
- 1934: Oración por los muertos de la Falange
- 1951: La vida nueva de Pedrito de Andía
- 1952: Cuatro lances de boda
- 1956: Las Aguas de Arbeloa y otras cuestiones
- 1971: Sonetos de un verano antiguo y otros poemas  (postumo)
- 1990: Poesías (postumo)
- 1996: Rosa Krüger (scritto nel 1936 e pubblicato postumo)